# Stig Sjölund
Stig Sjölund, född 1955 i Timrå, är en svensk konstnär och professor vid Umeå universitet 1994-1996. Ingick i Walldagruppen i början på 1980-talet
Stig Sjölund ingår sedan 2004 i gruppen Ride1 tillsammans med Jonas Kjellgren och Ronny Hansson. Han har arbetat med olika genrer bland annat relationell estetik under 1990-talet med t.ex. verken Original set from Alien 3, The most glamorous parkinglot in town eller tillsammans med Birgitta Tholander The Scanning. I Ride1 konstruerar konstnärerna så kallade Rides (karuseller) för museer och gallerier, de gör också remakes av kända filmer som Alien, Deerhunter och Hajen. För Ride1 är underhållning och populärkultur mycket viktiga. De har ingående studerat temaparker i USA. Sjölund har också delvis bott och arbetat i Kalifornien. Sjölund har varit verksam som konstnär sedan 1979. Är representerad på Konstmuseer i och utanför Sverige bland annat Göteborgs konstmuseum, Moderna museet i Stockholm, Norrköpings konstmuseum och Kalmar konstmuseum.
Han har en garanterad inkomst från Svenska staten genom den statliga inkomstgarantin för konstnärer.